# Distretto di Sherpur
Il distretto di Sherpur è un distretto del Bangladesh situato nella divisione di Mymensingh. Si estende su una superficie di 1359,87 km² e conta una popolazione di 1.358.325 abitanti (dato censimento 2011).

## Suddivisioni amministrative
Il distretto si suddivide nei seguenti sottodistretti (upazila):
- Jhenaigati
- Nakla
- Nalitabari
- Sherpur Sadar
- Sreebardi